# ハイチソレノドン
ハイチソレノドン（Solenodon paradoxus）は、哺乳綱真無盲腸目ソレノドン科ソレノドン属に分類される哺乳類。

## 分布
ドミニカ共和国、ハイチ南部

## 形態
頭胴長（体長）30 - 32センチメートル。尾長21.5 - 24センチメートル。頭部の背面は黒や暗褐色。頸部に白い斑紋が入る。
吻端に独特な関節（球窩関節）がある。
出産直後の幼獣は体重40 - 55グラム。

## 分類
キューバソレノドンとは2500万年前に分岐したと推定されている。
以下の亜種の分類は、Derbridge et al. (2015) とWoodman (2018) に従う。分布はWoodman (2018) に従う。
Solenodon paradoxus woodi Brandt, 1833
イスパニョーラ島（Neiba Valley以北）
Solenodon paradoxus woodi Ottenwalder, 2001
イスパニョーラ島（Neiba Valley以南）

## 生態
標高2,000メートル以下（主に1,000メートル以下）にある、広葉樹からなる湿潤林に生息する。夜行性だが、薄明時や降雨後などでは日中に活動することもある。昼間は岩の隙間や樹洞・本種自身が地面に掘った穴などですごす。
主にサソリ・多足類などの節足動物を食べるが、甲殻類、陸棲の貝類、ミミズ、両生類・爬虫類・鳥類などの脊椎動物やその卵なども食べる。飼育下ではマウスを殺して食べた例もある。
捕食者としてメンフクロウ・ナンベイトラフズクAsio stygiusなどが挙げられ、外来種を含めるとイヌ・ネコなどにも捕食される。
繁殖様式は胎生。1回に1 - 3頭の幼獣を産む。飼育下では11年以上生存した個体もいる。

## 人間との関係
2020年の時点では、以前考えられていたよりも広域（ドミニカ共和国広域）に分布していると考えられている。一方で森林伐採や農地開発による生息地の破壊、イヌやネコなどによる捕食といった影響が懸念されている。